# (471150) 2010 FC49
(471150) 2010 FC49 ist ein großes transneptunisches Objekt im Kuipergürtel, das bahndynamisch als erweitertes Scattered Disk Object (DO) eingestuft wird. Aufgrund seiner Größe gehört der Asteroid zu den Zwergplanetenkandidaten.

## Entdeckung
2010 FC49 wurde am 18. März 2010 von Dave Rabinowitz und Suzanne Tourtellotte mit dem 3,6-m-ESO-Teleskop am La-Silla-Observatorium (Chile) der Europäischen Südsternwarte (ESO) entdeckt. Die Entdeckung wurde am 12. April 2010 zusammen mit (552555) 2010 ER65, 2010 ES65, 2010 FB49, 2010 FD49 und 2010 FE49 bekanntgegeben, der Planetoid erhielt später von der IAU die Kleinplaneten-Nummer 471150.
Nach seiner Entdeckung ließ sich 2010 FC49 auf Fotos, die im Rahmen des Sloan-Digital-Sky-Survey-Programmes (SDSS) am Apache-Point-Observatorium (New Mexico) gemacht wurden, bis zum 11. Dezember 2002 zurückgehend identifizieren und so seinen Beobachtungszeitraum um acht Jahre verlängern, um so seine Umlaufbahn genauer zu berechnen. Seither wurde der Planetoid durch verschiedene erdbasierte Teleskope beobachtet. Im April 2017 lagen insgesamt 119 Beobachtungen über einen Zeitraum von 13 Jahren vor. Die bisher letzte Beobachtung wurde im Mai 2015 am Pan-STARRS-Teleskop (PS1) (Maui) durchgeführt. (Stand 31. März 2019)

## Eigenschaften

### Umlaufbahn
2010 FC49 umkreist die Sonne in 244,30 Jahren auf einer leicht elliptischen Umlaufbahn zwischen 36,98 AE und 41,17 AE Abstand zu deren Zentrum. Die Bahnexzentrizität beträgt 0,053, die Bahn ist 39,73° gegenüber der Ekliptik geneigt. Derzeit ist der Planetoid 39,55 AE von der Sonne entfernt. Das Perihel durchläuft er das nächste Mal 2087, der letzte Periheldurchlauf dürfte also im Jahre 1842 erfolgt sein.
Marc Buie (DES) klassifiziert den Planetoiden als erweitertes SDO (ESDO bzw. DO), während vom Minor Planet Center keine spezifische Einstufung existiert; letzteres ordnet ihn als Nicht-SDO und allgemein als «Distant Object» ein. Das Johnston’s Archive führt ihn als «other TNO» auf, was bedeutet, dass es mit Sicherheit kein Cubewano oder Resonantes KBO ist.

### Größe
Derzeit wird von einem Durchmesser von 302 km ausgegangen, basierend auf einem Rückstrahlvermögen von 8 % und einer absoluten Helligkeit von 6,0 m. Ausgehend von diesem Durchmesser ergibt sich eine Gesamtoberfläche von etwa 287.000 km2. Die scheinbare Helligkeit von 2010 FC49 beträgt 21,78 m.
Da es denkbar ist, dass sich 2010 FC49 aufgrund seiner Größe im hydrostatischen Gleichgewicht befindet und somit weitgehend rund sein könnte, erfüllt er möglicherweise die Kriterien für eine Einstufung als Zwergplanet. Mike Brown geht davon aus, dass es sich bei 2010 FC49 um vielleicht einen Zwergplaneten handelt.
| Jahr                                         | Abmessungen km | Quelle   |
| -------------------------------------------- | -------------- | -------- |
| 2018                                         | 321,0          | Johnston |
| 2018                                         | 302,0          | Brown    |
| Die präziseste Bestimmung ist fett markiert. |                |          |